# Karabinek Daewoo K1
K1 – karabinek szturmowy produkowany przez koreańską firmę Daewoo Precision Industries.

## Historia konstrukcji
Podobnie jak w wielu innych krajach Azji Południowo-Wschodniej, tak i w Korei przez wiele lat podstawowym uzbrojeniem żołnierzy piechoty był karabin M16. Początkowo był on kupowany w USA, później produkowany na licencji nabytej od Colt Patent Firearm Mfg. Co (od 1973 roku). W 1982 roku koncern Daewoo przejął produkujące broń strzelecką państwowe zakłady w Pusan i utworzył spółkę Daewoo Precision Industries, zajmującą się produkcją broni strzeleckiej. Następnym krokiem było podjęcie decyzji o rozpoczęciu prac nad nowymi broniami: karabinem i karabinkiem. Odmiennie, niż w przypadku innych konstrukcji, gdzie karabinek jest po prostu skróconym karabinem i ma identyczne jak karabin mechanizmy wewnętrzne, karabin Daewoo K2 i karabinek K1 mają odmienną konstrukcję.
W karabinku K1 zastosowano układ bez tłoka gazowego, podobny jak w M16. Gazy prochowe są odprowadzane cienką rurką do komory zamkowej, gdzie działają bezpośrednio na suwadło. Takie rozwiązanie pozwala zmniejszyć masę broni, ale wiąże się z koniecznością większej dbałości o broń (osady z gazów prochowych zanieczyszczają wnętrze komory zamkowej, co może prowadzić do zacięć).
W 2003 roku zaprezentowano wytłumiony pistolet maszynowy Daewoo K7 wykorzystujący komorę zamkową karabinka K1.

## Opis konstrukcji
Daewoo K1 jest indywidualną bronią samoczynno-samopowtarzalną. Zasada działania automatyki oparta na wykorzystaniu energii gazów prochowych odprowadzanych przez boczny otwór lufy. Broń nie posiada tłoka gazowego. Gazy prochowe przez rurkę o małej średnicy przedostają się do komory zamkowej i oddziałują bezpośrednio na suwadło. Ryglowanie przez obrót zamka (osiem rygli). Suwadło podparte jest od tyłu przez dwie równoległe sprężyny powrotne. Mechanizm spustowy kurkowy umożliwia strzelanie ogniem pojedynczym, seriami trójstrzałowymi i ogniem ciągłym. Dźwignia przełącznika rodzaju ognia (po lewej stronie broni) pełni jednocześnie funkcję dźwigni bezpiecznika. Zasilanie z dwurzędowych magazynków łukowych o pojemności 30 naboi (magazynki zamienne z magazynkami M16). Po wystrzeleniu ostatniego naboju z magazynka, zamek zatrzymuje się w tylnym położeniu. Do jego zwalniania służy przycisk po lewej stronie broni. Otwarte przyrządy celownicze składają się z muszki w osłonie i celownika przeziernikowego. Kolba wysuwana składa się z dwóch prętów-ramion i stopki.